# Mörtsjön (Hassela socken, Hälsingland)
Mörtsjön är en sjö i Nordanstigs kommun i Hälsingland och ingår i Harmångersåns huvudavrinningsområde. Sjön är 21 meter djup, har en yta på 1,77 kvadratkilometer och befinner sig 208 meter över havet.

## Delavrinningsområde
Mörtsjön ingår i det delavrinningsområde (689099-155131) som SMHI kallar för Utloppet av Mörtsjön. Medelhöjden är 238 meter över havet och ytan är 8,58 kvadratkilometer. Räknas de 23 avrinningsområdena uppströms in blir den ackumulerade arean 239,51 kvadratkilometer. Skansån (Lillån) som avvattnar avrinningsområdet har biflödesordning 2, vilket innebär att vattnet flödar genom totalt 2 vattendrag innan det når havet efter 65 kilometer. Avrinningsområdet består mestadels av skog (69 procent). Avrinningsområdet har 1,77 kvadratkilometer vattenytor vilket ger det en sjöprocent på 20,6 procent.